# Halenia purdieana
Halenia purdieana är en gentianaväxtart som beskrevs av Hugh Algernon Weddell. Halenia purdieana ingår i släktet Halenia och familjen gentianaväxter. Inga underarter finns listade i Catalogue of Life.